# Кенигсмос
Кенигсмос (њем. Königsmoos) општина је у њемачкој савезној држави Баварска. Једно је од 18 општинских средишта округа Нојбург-Шробенхаузен. Према процјени из 2010. у општини је живјело 4.287 становника. Посједује регионалну шифру (AGS) 9185163.

## Географски и демографски подаци
Кенигсмос се налази у савезној држави Баварска у округу Нојбург-Шробенхаузен. Општина се налази на надморској висини од 377–392 метра. Површина општине износи 40,8 km². У самом мјесту је, према процјени из 2010. године, живјело 4.287 становника. Просјечна густина становништва износи 105 становника/km².